# That I Would Be Good
That I Would Be Good è un singolo della cantante canadese Alanis Morissette, pubblicato nel 2000. Il brano è contenuto nell'album Supposed Former Infatuation Junkie, ma nel singolo è stato pubblicato in versione live acustica dall'album MTV Unplugged.
La canzone è stata scritta da Alanis Morissette e Glen Ballard.

## Tracce
1. That I Would Be Good (MTV Unplugged) – 4:07
2. Would Not Come (Reverb live) – 4:11
3. Forgiven (Reverb live) – 5:11
4. I Was Hoping (99X live) – 4:37

## Cover
- La cantante Kelly Clarkson ha inciso la cover del brano nell'EP The Smoakstack Sessions Vol. 2.
- La cantante Stefanie Sun ha inciso il brano nel suo album Start.